# Sthens Kirke
Sthens Kirke i Sthens Sogn ligger i Helsingør bys sydlige del.
Baggrunden for kirken var den voldsomme befolkningsvækst i Snekkersten i 1960-erne i forbindelse med fremkomsten af to nye boligområder, Borupgård og Vapnagård. På daværende tidspunkt skulle Sankt Olai Kirke også betjene dette område, og Egebæksvang Kirke lå langt mod syd, ved Espergærde. Sthens Sogn blev oprettet med virkning fra 1. januar 1977 ved en sognedeling, der omfattede dels Egebæksvang Sogn, dels Sankt Olai Sogn. Kirken blev opført 1982-83 og indviet den 27. november 1983. Allerede i 1976 var der imidlertid opført en mindre, såkaldt "vandrekirke" som midlertidig løsning.
Kirken blev tegnet af arkitektfirmaet Hoff og Windinge. Den fik navn efter Hans Christensen Sthen, som havde været kapellan ved Skt. Olai Kirke og rektor ved Helsingør Latinskole.
Kirken er et firelænget anlæg med hvidkalkede vægge og rødt tegltag og bestående af kirkerum og sideskib, der rummer lokaler til møder, 2 konfirmandstuer, kontorer og rum til blandt andet ungdomsarbejde i kælderen.

## Interiør
Alteret er fremstillet af en svensk granitblok.
Døbefonten er lavet af natursten fundet på byggegrunden. Den er udsmykket udvendig med en fisk, indvendig med en hånd.
Kirkeskibet viser en robåd.
- Kirkerummet
- Alteret
- Døbefonten
- Døbefontens indre
- Kirkeskibet